# 金子海古墓葬
金子海古墓葬，位于中国青海省乌兰县赛什克乡卜浪沟村，为青海省市县级文物保护单位，公布日期为1988年6月8日，类型为古墓葬。
金子海古墓葬的历史年代为待定。金子海，蒙古语意为阿东木拉古湖，相传成吉思汗领兵经过此地时，丢下的金盏化为金子海。